# Термостат

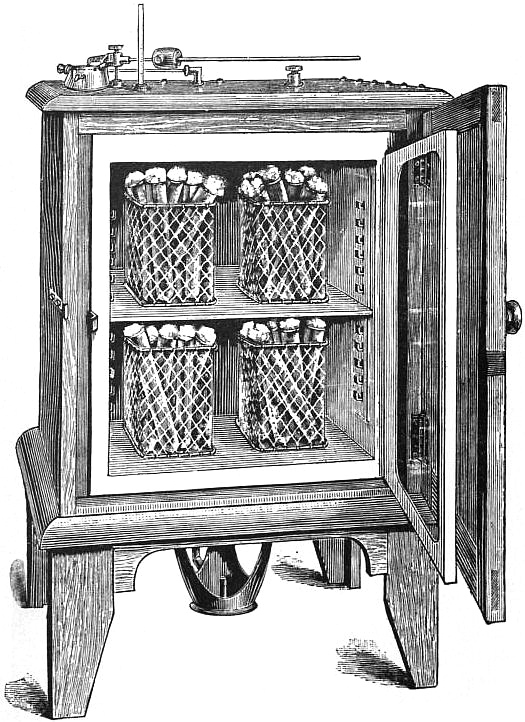
Лабораторный термостат для культивирования микроорганизмов на питательных средах

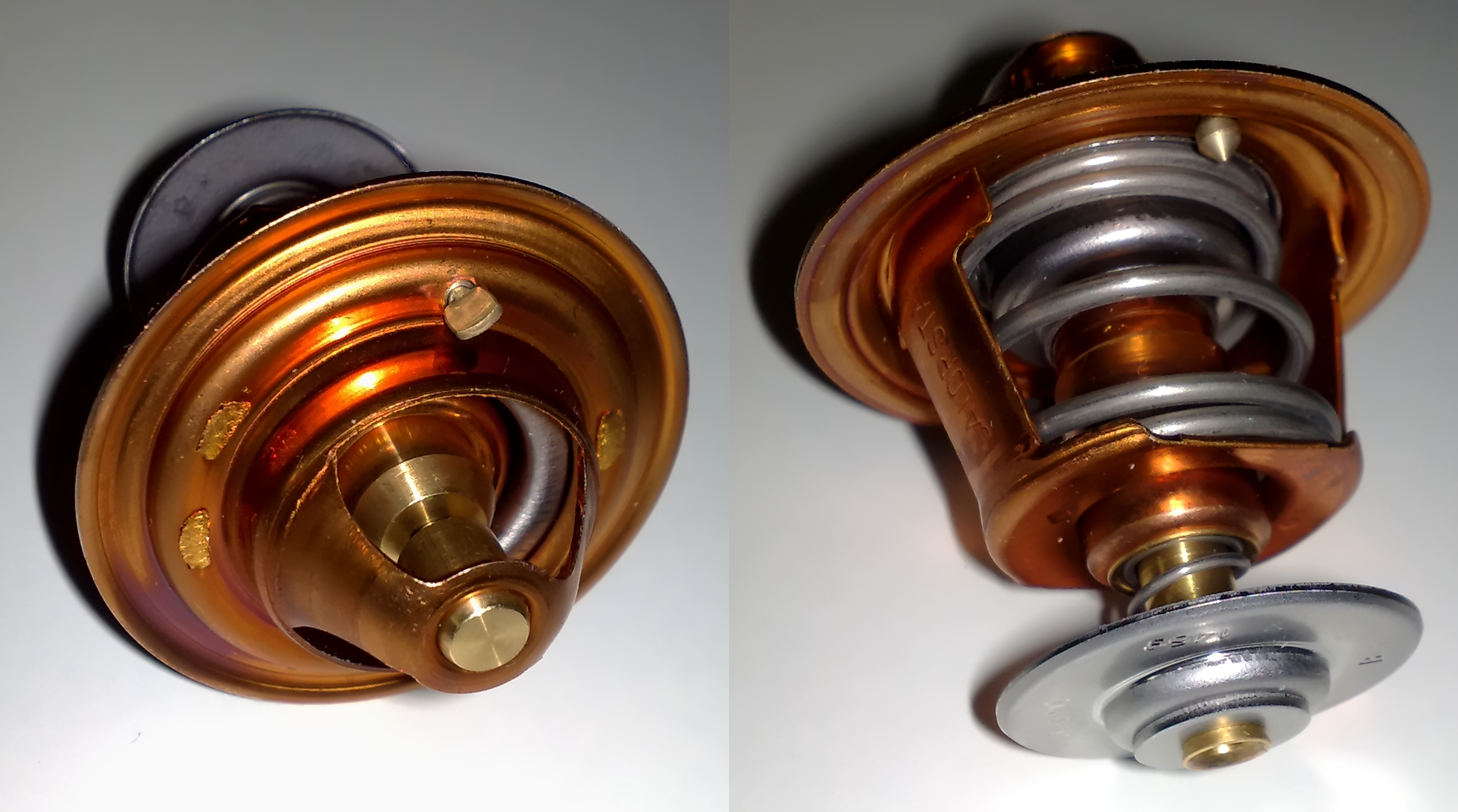
Автомобильный клапан-термостат

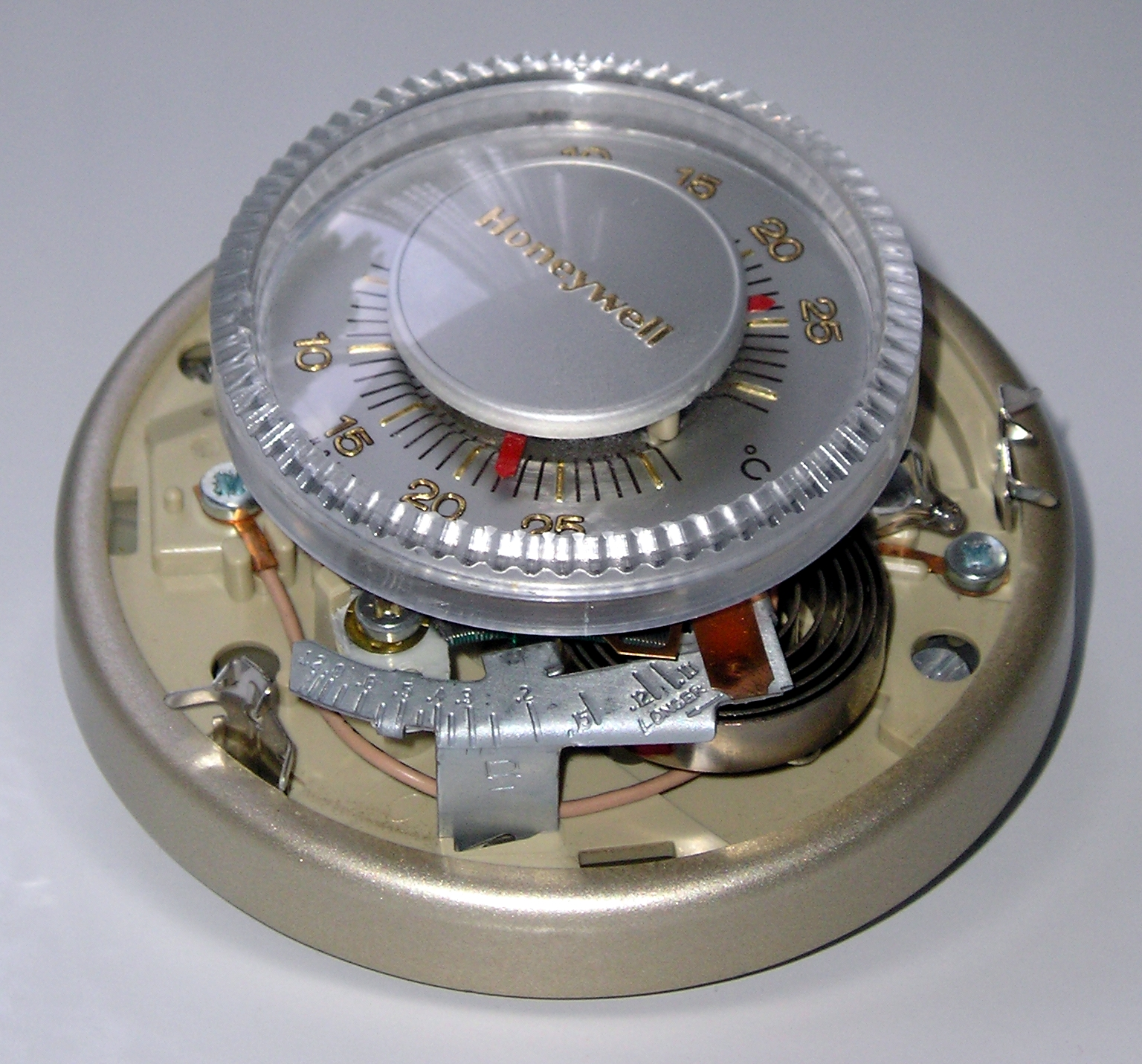
Открытый термостат Honeywell

Термоста́т (от греч. θέρμη – тепло и греч. στατός – стоящий, неподвижный) — устройство для поддержания постоянной температуры. Поддержание температуры обеспечивается либо за счёт использования терморегуляторов, либо осуществлением фазового перехода (например, таяние льда). Для уменьшения потерь тепла или холода термостаты, как правило, теплоизолируют, но не всегда. Широко известны автомобильные моторы, где летом нет никакой теплоизоляции и за счёт действия восковых термостатов (на основе Церезина) поддерживается постоянная температура. Другим примером термостата является холодильник.
В термодинамике термостатом часто называют систему, обладающую столь большой теплоёмкостью, что подводимое к ней тепло не меняет её температуру.

## Классификация
Термостаты можно классифицировать по диапазону рабочих температур:
- Термостаты высоких температур (300—1200 °C);
- Термостаты средних температур (60—500 °C);
- Термостаты низких температур (менее −60 °C (200 К)) — криостаты.

Электрические термостаты можно классифицировать по принципу срабатывания:
- Механические, биметаллические (изменение температуры регистрируется через изменение формы биметаллической пластины, которая механически связана с контактной группой);
- Электронные (измерение температуры выполняется с помощью датчика (часто термопарой) или цифровой микросхемой с датчиком температуры, сигнал от которых обрабатывается микроконтроллером);
- Другие: изменение температуры может также регистрироваться через изменение объёма жидкости, излучающих свойств материала и т. д.

Термостаты можно классифицировать по рабочему телу (теплоносителю):
- Воздушные;
- Жидкостные;
- Твердотельные (как правило, используются элементы Пельтье и воск).

Термостаты можно классифицировать по точности поддержания температуры:
- 5—10 градусов и хуже, как правило, достигается без перемешивания, за счёт естественной конвекции;
- 1—2 градуса (хорошая тепловая стабильность для воздушных, очень посредственная для жидкостных), как правило, с перемешиванием;
- 0,1 градуса (очень хорошая тепловая стабильность для воздушных[2], на уровне лучших образцов, средняя для жидкостных);
- 0,01 градуса (как правило, достигается в жидкостных термостатах специальной конструкции[3]), практически невозможно получить в воздушном термостате с вентилятором.

Термостаты можно классифицировать по области и способу применения:
- Промышленные термостаты;
  - накладные термостаты;
  - погружные термостаты;
- Комнатные термостаты.

## Принцип работы

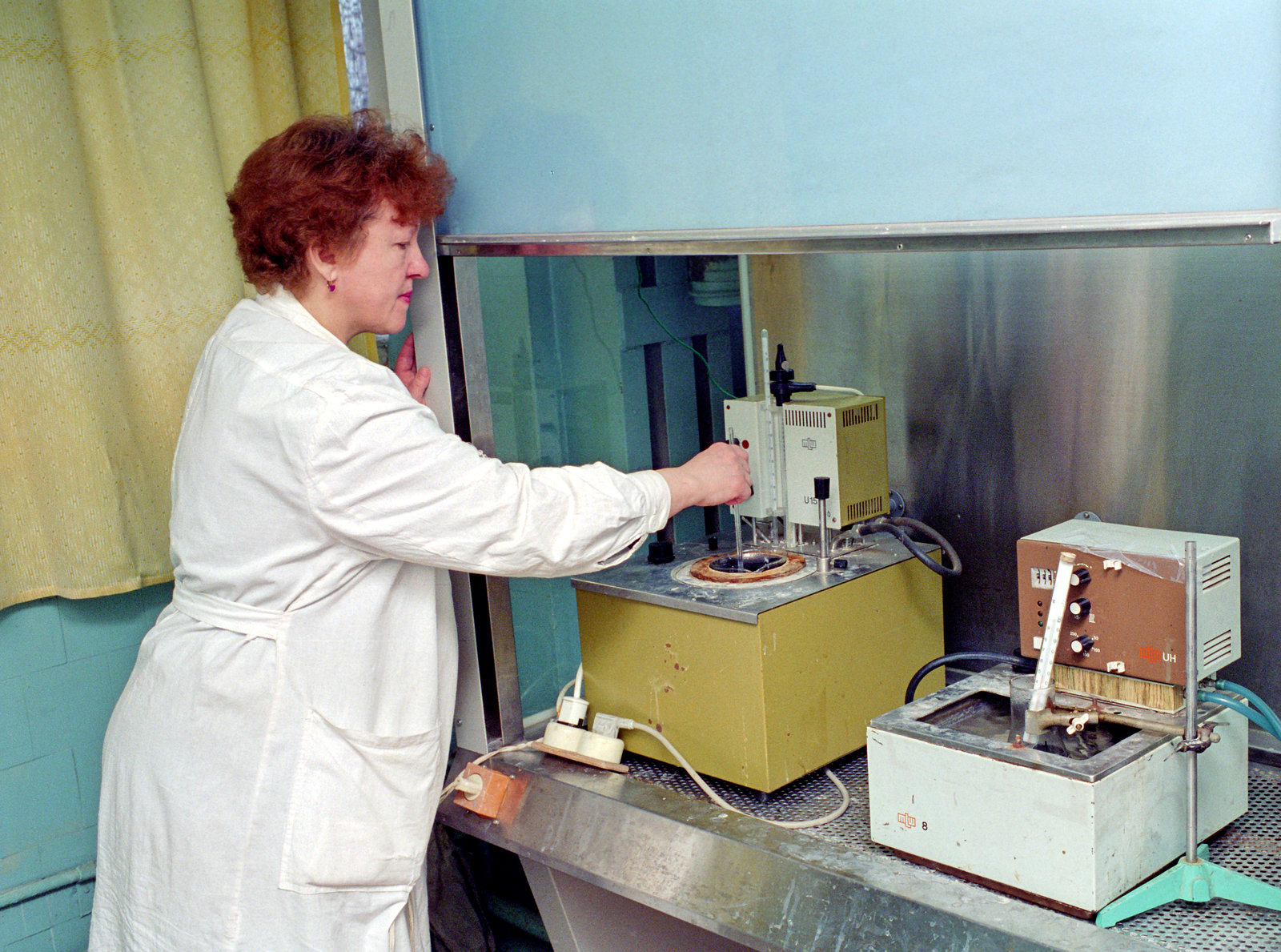
Проверка температуры в термостате с помощью термометра

Можно выделить два основных способа работы термостатов:
1. В термостате поддерживается постоянная температура теплоносителя, заполняющего термостат. Исследуемое тело при этом находится в контакте с теплоносителем и имеет его температуру. В качестве теплоносителя обычно используют воздух, спирт (от −110 до 60 °C), воду (10—95 °C), масло (−10 — +300 °C) и др.
2. Исследуемое тело поддерживается при постоянной температуре в адиабатических условиях (теплоноситель отсутствует). Подвод или отвод теплоты осуществляется специальным тепловым ключом (в термостатах низких температур) или же используются электропечи с терморегулятором и массивным металлическим блоком, в который помещается исследуемое тело (в термостатах высоких температур).